# WD-40

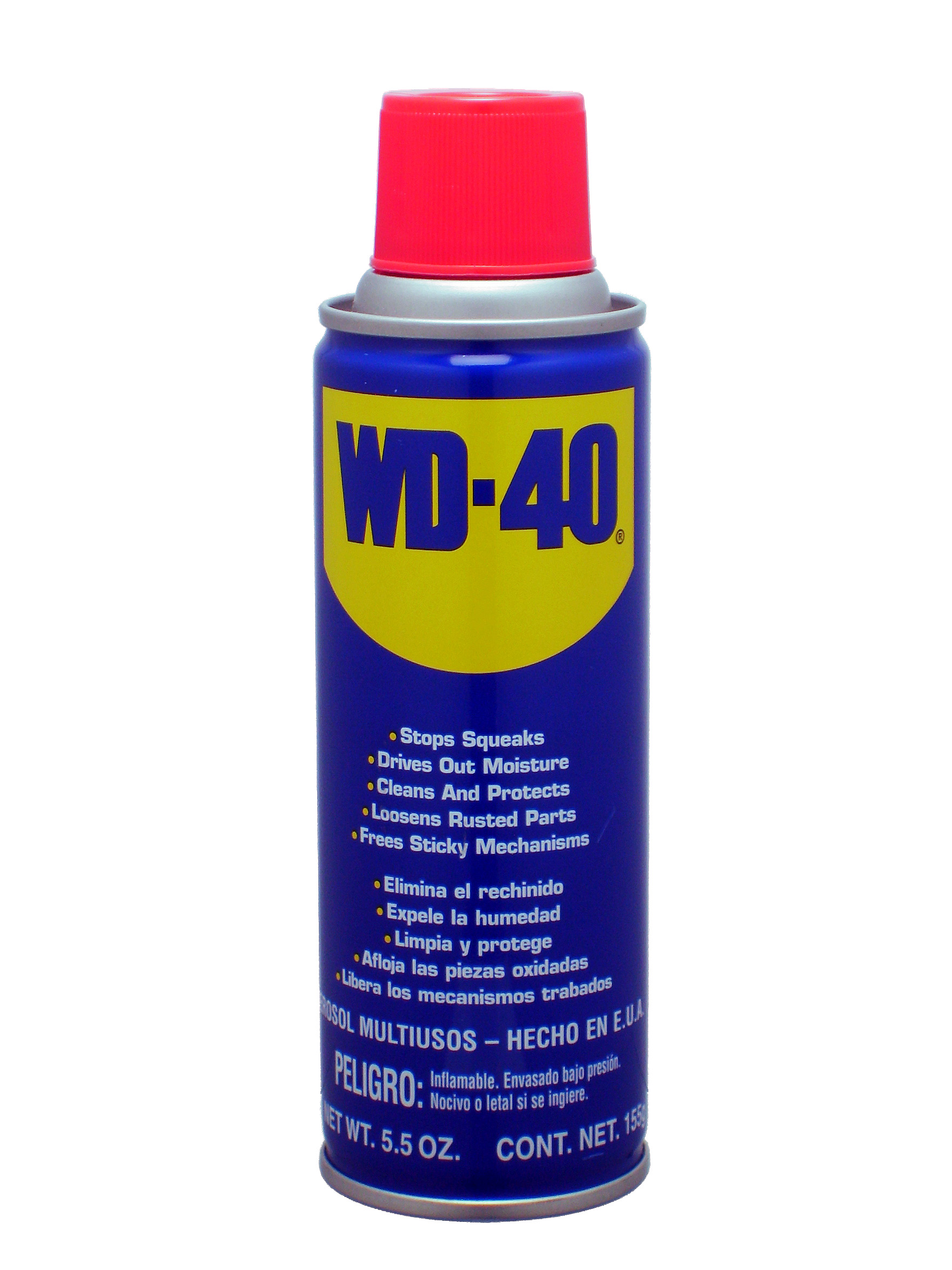
Bomboletta di WD-40

WD-40 è il nome commerciale, nonché un marchio registrato, di un olio lubrificante multiuso idrorepellente composto principalmente da vari idrocarburi, prodotto dalla WD-40 Company con sede in California. Il nome è l'acronimo di “Water Displacement, 40th formula”.

## Storia
Fu sviluppato nel 1953 da Norm Larsen, fondatore della Rocket Chemical Company di San Diego, in California, originariamente progettato per prevenire la corrosione. Larsen afferma di aver sperimentato 39 formule diverse prima di raggiungere il risultato desiderato con la quarantesima, da cui il nome. Larsen cercava di trovare una formula che proteggesse dalla corrosione i missili nucleari, impermeabilizzandoli dall'acqua stagnante che ne corrodeva le strutture.
È stato usato dapprima dalla Convair per proteggere la struttura esterna e la superficie dei serbatoi del missile Atlas dalla ruggine e dalla corrosione. Il WD-40 diventò disponibile in commercio nel 1958 nei negozi di San Diego, California, per uso domestico nel bricolage e nel "fai da te".

## Descrizione e utilizzo
I componenti attivi a lungo termine sono composti da molecole non volatili e viscose, fornendo alla superficie trattata lubrificazione e protezione dall'umidità. Questa miscela è diluita con un idrocarburo volatile per diminuire momentaneamente la viscosità in modo da poter essere spruzzata così da penetrare le fessure. Successivamente l'idrocarburo volatile evapora lasciando l'olio viscoso e lubrificante. L'anidride carbonica (usata come propellente, originariamente veniva usato un idrocarburo di basso peso molecolare) fornisce una pressione in grado di spingere il fluido presente nella bombola fuori attraverso l'ugello, poi evapora senza interferire con il composto viscoso.
Queste caratteristiche permettono al prodotto di essere utilizzato in settori commerciali e ambienti casalinghi; anche se il suo utilizzo principale è quello di preservare le parti metalliche e meccaniche da ruggine e corrosione, ma può essere utilizzato come lubrificante, sbloccante, sgrassante, solvente e detergente, su vari tipi di materiali. Tuttavia, per applicazioni che necessitino di una viscosità più elevata possono essere soddisfatte da oli per motori. D'altra parte, la leggera patina protettiva che il prodotto lascia impone un utilizzo estremamente cauto su meccanismi formati da parti molto minute e ravvicinate, i cui pezzi potrebbero venire 'incollati'.

## Composizione
La formula chimica del WD-40, per ragioni commerciali, è segreta sebbene non protetta da brevetto, ma secondo la scheda di sicurezza adottata negli Stati Uniti gli ingredienti principali sarebbero:
- 51% acquaragia
- 25% GPL (come propellente, ora viene usata l'anidride carbonica)
- 15+% oli minerali
- 10-% sostanze inerti

La versione tedesca (secondo gli standards dell'Unione Europea) elenca inoltre i seguenti ingredienti che risultano essere pertinenti dal punto di vista sanitario: 
- 60-80% nafta pesante trattata con idrogeno
- 1-5% anidride carbonica